# 541741 Fado
541741 Fado è un asteroide della fascia principale. Scoperto nel 2011, presenta un'orbita caratterizzata da un semiasse maggiore pari a 2,575841 UA e da un'eccentricità di 0,194917, inclinata di 13,181594° rispetto all'eclittica.
È dedicato al fado, musica tradizionale portoghese.